# Szombathely
Szombathely, (pronunciado ['som.bɒt.hɛj]; en alemán: Steinamanger, pronunciado /ʃtaɪ̯naˈmaŋɐ/ⓘ; Savaria en latín, Sombotel en esloveno, Kamenec en eslovaco) es una ciudad y condado urbano (en húngaro: "megyei jogú város") de Hungría situada en el oeste del país, junto a la frontera con Austria, y es la capital del condado de Vas. Se encuentra en los cauces de los arroyos Perint y Gyöngyös, donde las cimas del Alpokalja (Bajos Alpes) se encuentran con la Kisalföld, la Pequeña Llanura Húngara.

## Etimología del nombre
El nombre de Szombathely viene de los términos húngaros szombat, que quiere decir "sábado", y hely, que significa "lugar". Hace referencia a que los mercados medievales tenían lugar los sábados.
El término alemán para la ciudad, Steinamanger, significa algo así como "piedras en la pradera" ("Stein am Anger"), en recuerdo de las ruinas romanas de Savaria. Otra teoría consiste en que el nombre viene dado por un terremoto ocurrido en el año 458. 
Savaria o Sabaria, el nombre latino, tiene su origen en Sibaris, el vocablo latino que designaba al río Gyöngyös. La raíz de Savaria es la palabra proto-indoeuropea "seu": "húmedo". La zona austriaca del arroyo es llamada aún hoy Zöbern, una variación de su nombre en latín. 

## Historia

### Savaria, tiempos de Roma
Szombathely es la ciudad más antigua de Hungría. Fue fundada en el año 45 con el nombre de Colonia Claudia Savariensum y se convirtió en la capital de Pannonia Superior, provincia del Imperio romano. Se encontraba muy cerca de la importante ruta comercial conocida como Ruta del ámbar. Además, contaba con una residencia imperial, baños públicos y un anfiteatro. En 2008 se descubrieron restos de un mitreo, lugar de adoración del Mitraísmo, una religión mistérica. 
El emperador Constantino el Grande visitó Savaria en varias ocasiones. Acabó con la persecución a los cristianos, que anteriormente había atacado a personajes importantes como San Quirino, San Rutilo y San Ireneo. El emperador reorganizó las colonias y convirtió a Savaria en la capital de la provincia de Pannonia Prima. Fue una época de gran bonanza para Savaria; su población aumentó y se construyeron muchos edificios, teatros e incluso iglesias. A comienzos del siglo IV vivió en esta ciudad el patricio romano que se convirtió al cristianismo y posteriormente sería conocido como San Martín de Tours (316 – 397). Las crónicas medievales húngaras afirman que habría nacido en una aldea donde se halla ahora la Abadía de Pannonhalma, pues esta montaña fue incluso nombrada en su honor (Carlomagno erigió una capilla en esta montaña en honor al santo, y la abadía está santificada en su nombre; sin embargo, existe la disputa del lugar de nacimiento exacto del santo. Luego de la ocupación turca alrededor del siglo XVI se le comenzó a honrar en Szombathely como su lugar de nacimiento, ya que esta se hallaba en territorio controlado por los Habsburgo).
Tras la muerte del emperador Valentiniano I, los hunos invadieron Panonia y las fuerzas de Atila ocuparon Savaria entre 441 y 445. Pocos años más tarde, en 458, la ciudad fue destruida por un terremoto.

### Savaria/Szombathely en la Edad Media

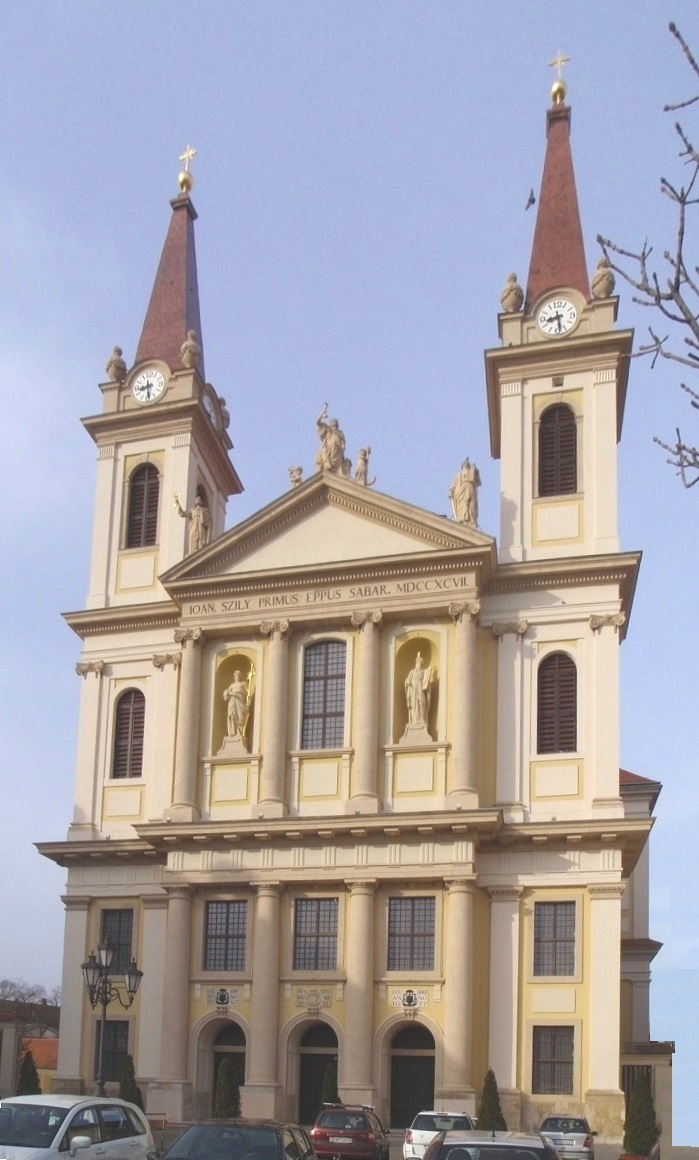
Catedral de Szombathely.

Los habitantes de la ciudad permanecieron allí a pesar de todas las dificultades. Las murallas de la ciudad fueron reconstruidas y se construyeron muchos edificios nuevos, aunque menos monumentales, utilizando los materiales de las antiguas edificaciones romanas, que habían quedado destruidas. La población de origen latino emigró de la zona, principalmente hacia Italia; por otro lado, llegaron nuevos habitantes, en su mayor parte godos y lombardos. 
Entre el siglo VI y el siglo XVIII, el lugar fue poblado por los ávaros y por pueblos eslavos. En el año 795, los francos ocuparon la ciudad tras derrotar a ávaros y eslavos. Carlomagno, rey de los francos desde 768, llegó a visitar la ciudad. Otro rey franco posterior, el rey Arnulfo de Carintia, entregó la ciudad al Arzobispado de Salzburgo en el año 875. Es probable que la construcción del castillo de Szombathely date de esta época. Para ello se utilizó la piedra procedente de los baños romanos. Posteriormente, Savaria fue conquistada por los moravos, aunque su gobierno duró poco, ya que hacia el año 900 los magiares ocuparon Savaria. 
En 1009, Esteban I de Hungría dio la ciudad a la recién fundada Diócesis de Győr. Unos cuantos años más tarde, entre 1042 y 1044, la ciudad sufrió mucho debido la guerra que enfrentaba al rey Sámuel Aba de Hungría y al rey germánico Enrique III el Negro.
Szombathely fue destruida durante la invasión de Europa por parte de los mongoles, que en Hungría tuvo lugar entre 1241 y 1242. Sin embargo, fue reconstruida poco tiempo después y se le concedió el estatus de Ciudad Imperial Libre en el año 1407. 
En 1578 Szombathely se convirtió en la capital del antiguo condado (Comitatus) de Vas. Szombathely prosperó hasta 1605, año en que fue ocupada de nuevo, esta vez por las tropas de István Bocskai.

### Szombathely hasta 1900
Durante la ocupación otomana de Hungría, la zona fue invadida en dos ocasiones: la primera sucedió en 1664, cuando fueron derrotados en la localidad cercana de Szentgotthárd; y por segunda vez en 1683, cuando el objetivo era hacerse con la ciudad de Viena, aunque fueron nuevamente vencidos. En su regreso hacia Anatolia, iban saqueando numerosos pueblos. Afortunadamente para Szombathely, las murallas protegieron su interior en ambas ocasiones. La paz llegó a tierras húngaras una vez que el país fue liberado del gobierno otomano y terminó ya a principios del siglo XVIII, cuando Francisco II Rákóczi lideró la revolución contra la Casa de Habsburgo. 
Szombathely apoyó la revolución del príncipe Francisco II Rákóczi y, sin embargo, fue controlada por ambos bandos. El ejército de los Habsburgo la ocupó en 1704 y cambió de manos en noviembre de 1705. El turno de los revolucionarios fue corto, y a principios de 1706 volvió a estar bajo el poder de los Habsburgo. Esta situación de cambio se prolongó unos pocos años más. Desgraciadamente para el lugar, en junio de 1710, más de dos mil personas fallecieron a causa de una plaga; y el 3 de mayo de 1716 Szombathely fue destruida por un incendio. La población se fue regenerando gracias a la llegada de nuevos habitantes, muchos de ellos de origen germano, por lo que existió una mayoría germana durante mucho tiempo. 
La ciudad comenzó a prosperar de nuevo. gracias al apoyo de Ferenc Zichy, obispo de Győr, se construyó un gymnasium en 1772. La Diócesis de Szombathely fue fundada en 1777 por María Teresa I de Austria y el nuevo obispo de Szombathely, János Szily, hizo mucho por ella. Derribó las ruinas del castillo e hizo construir nuevos edificios, entre ellos una catedral, el palacio episcopal y una escuela, abierta en 1793.
En 1809, los ejércitos de Napoleón Bonaparte ocuparon la ciudad y permanecieron en ella ciento diez días, tras una breve batalla en la plaza principal. En 1813 un brote de cólera causó muchas víctimas y en 1817, dos tercios de Szombathely fueron arrasados por un nuevo incendio. 
A lo largo de la revolución de 1848 en las zonas bajo control de los Habsburgo, Szombathely apoyó la revolución contra dicha dinastía, aunque no hubo disputas en la zona, ya que permaneció gobernada por los Habsburgo. Los años posteriores al Compromiso Austrohúngaro de 1867 trajeron la prosperidad a Szombathely. El ferrocarril llegó en 1865, y en los años setenta del siglo XIX Szombathely se convirtió en un importante centro ferroviario. Debido a su crecimiento, en 1885 las poblaciones cercanas de Ó-Perint y de Szentmárton fueron anexionadas. 
Durante la última década del siglo XIX, años en los que Gyula Éhen era el alcalde, Szombathely continuó con su gran desarrollo. Se pavimentaron las calles, se construyeron las canalizaciones y se hizo una línea de tranvía que unía la estación de tren, el centro de la ciudad y la iglesia del Calvario. También son de esta época el casino, el Gran Hotel y el primer orfanato de la zona. La población se multiplicó por cuatro en cuatro décadas. Durante la legislatura del alcalde Tóbiás Brenner continuó la bonanza y se siguieron construyendo nuevos edificios, a saber, el museo, los baños públicos, los monasterios, nuevas mansiones en el centro y una escuela de música, por lo que se creó una orquesta municipal.

### Desde 1900

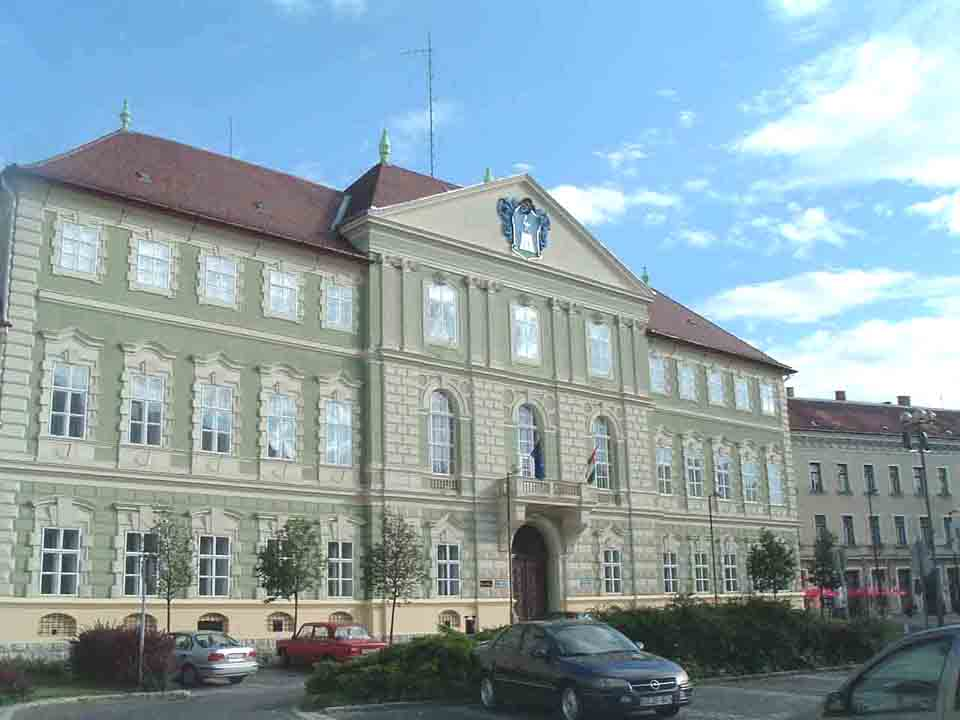
Sede del gobierno condal.

Tras el Tratado de Trianon, posterior a la Primera Guerra Mundial, Hungría perdió muchos territorios occidentales en favor de Austria, por lo que Szombathely, situada a tan sólo diez kilómetros de la nueva frontera húngaro-austriaca, dejó de ser el centro de Hungría Occidental. Carlos I de Austria y IV de Hungría, en su intento de recuperar el trono de Hungría, fue recibido con entusiasmo en Szombathely, pero sus esfuerzos por volver a reinar en Hungría fueron en vano. En el periodo de entreguerras Szombathely siguió prosperando. Se inauguraron nuevas escuelas y entre 1926 y 1929 se erigió el hospital más moderno de la región del Transdanubio.
En la Segunda Guerra Mundial, al igual que sucedió con otras poblaciones de la región, Szombathely se convirtió en un objetivo estratégico debido al ferrocarril, al aeródromo, a la confluencia de vías de comunicación, a las playas de clasificación y al cuartel. Por tanto, la localidad formó parte de la infraestructura logística militar de las fuerzas del Eje. Szombathely fue atacada durante el día en varias ocasiones en 1944 y 1945 por aviones estadounidenses (US 15th Air Force); y por la noche fue atacada por aviones del Grupo 205 de la Royal Air Force. Las operaciones aéreas contra esta área eran iniciadas y coordinadas en bases en Italia. El 28 de marzo de 1945 el Sexto Ejército Panzer y el Sexto Ejército alemán fueron obligados a retroceder por un asalto a través del río Raba por los ejércitos 46 y 26 de la URSS y por el Tercer Frente Ucraniano. Concretamente, Szombathely fue ocupada el 29 de marzo de 1945. 
Después de la guerra, la ciudad creció y absorbió a muchas localidades vecinas: Gyöngyöshermán, Gyöngyösszőlős, Herény, Kámon, Olad, Szentkirály, Zanat y Zarkaháza. Con motivo de la Revolución húngara de 1956 fue ocupada por el ejército soviético. 
En los años setenta Szombathely vivió un proceso de industrialización, pues se levantaron muchas fábricas. En los años ochenta la ciudad fue a mejor y se construyeron la biblioteca del Condado, piscinas públicas climatizadas y una galería de arte. 
Ya en el siglo XXI, se finalizó la restauración y la reforma de la plaza principal del centro de la ciudad en 2006, gracias a las ayudas económicas de los fondos de desarrollo de la Unión Europea, en la que Hungría ingresó en 2004.

## Deportes
El equipo de fútbol Szombathelyi Haladás juega en la Nemzeti Bajnokság 1, la primera división húngara. 

## Ciudades hermanadas
La ciudad de Szombathely está hermanada con:
- Ferrara (Italia)
- Kaufbeuren (Alemania)
- Lappeenranta (Finlandia)
- Maribor (Eslovenia)
- Ramat-Gan (Israel)
- Oberwart (Austria)
- Nõmme (Estonia)
- Lecco (Italia)
- Kolding (Dinamarca)
- Trnava (Eslovaquia)
- Hunedoara (Rumanía)
- Úzhgorod (Ucrania)